# Gabriela Duarte
Gabriela Duarte, nome completo Gabriela Duarte Franco Goldfuss (Campinas, 15 aprile 1974) è un'attrice brasiliana.

## Vita personale
Figlia dell'attrice Regina Duarte e del manager commerciale Marcos Flávio Cunha Franco, ha sposato nel 2001 il fotografo Jairo Goldfuss.
Nel 2006 è nata la sua primogenita, Manuela. Il 17 dicembre 2011 l'attrice ha partorito il suo secondo figlio, Frederico.

## Filmografia

### Televisione
- Colônia Cecília (1989)
- Top Model (1989)
- Irmãos Coragem (1995)
- A Vida Como Ela É (1996)
- Por Amor (1997)
- La scelta di Francisca (Chiquinha Gonzaga) (1999)
- Você Decide (1999)
- Mundo VIP (2000)
- Brava Gente (2000)
- Brava Gente (2002)
- Terra nostra 2 - La speranza (Esperança) (2002)
- Kubanacan (2003)
- Sob Nova Direção (2004)
- América (2005)
- Sete Pecados (2007)
- Casos e Acasos (5º e 25º episodio) (2008)
- Dicas de um Sedutor (2008)
- Acampamento de Férias (2009)
- A Turma do Didi (2009)
- Episódio Especial (2010)
- Passione (2010)
- É Pai, É Pedra (2011)
- Amor à vida (2013)
- A Lei do Amor (2016)